# Holtemme
Die Holtemme ist ein 47 km langer, orografisch linker und südwestlicher Nebenfluss der Bode in den Landkreisen Harz und Börde in Sachsen-Anhalt (Deutschland).

## Etymologie
Bei der Bezeichnung Holtemme handelt es sich um eine Zusammensetzung aus den Wortstämmen Holt (altnordisch für waldbewachsener Hügel bzw. ursprünglich für ein Gehölz) und Emme, das wohl wie der gleichnamige Fluss auf das gallisch-keltische Wort ambis (= Fluss, lat. amnis) zurückgeht. Die Etymologie zeigt, dass für Ersteres alternativ auch Holle (Hügel, Anhöhe) oder eben Holz (vom germanischen Holta(z)) in Betracht kommen. Albrecht Greule geht dagegen davon aus, dass es sich beim zweiten Namensbestandteil um eine n-Ableitung zum germanischen Wortstamm *ami- (= natürlicher Wasserlauf, Amina) handelt.
In den mittelalterlichen Urkunden wurde der Fluss Holtemna (ca. 1050, 1184), Holtempna (ca. 1150, 1230, 1241, 1277), Holtemne (1373, 1378) oder Holtempne (1451) genannt. In Aufzeichnungen und Stadtplänen bis zur Mitte des 18. Jahrhunderts sind die Schreibweisen Holzeme bzw. Holzemme vorherrschend. Zu Beginn des 19. Jh. tritt dann die Bezeichnung Holtemme gleichberechtigt auf. So heißt es im Taschenbuch für Reisende in den Harz von Friedrich Gottschalck aus dem Jahr 1823 unter dem Eintrag Holzemme, Holtemme: „ein Flüsschen, das zwischen dem Rennekenberge, und dem Rücken der Hohneklippen, in einem zwischen beiden Bergen versteckten, höchst wilden, mit Felsblöcken übersäeten Thale, die Holle genannt, entspringt […]“. Gegen Ende des Jahrhunderts hat sich schließlich die Bezeichnung Holtemme gänzlich durchgesetzt, wie es auch der Eintrag im Brockhauslexikon von 1910 zeigt.

## Verlauf

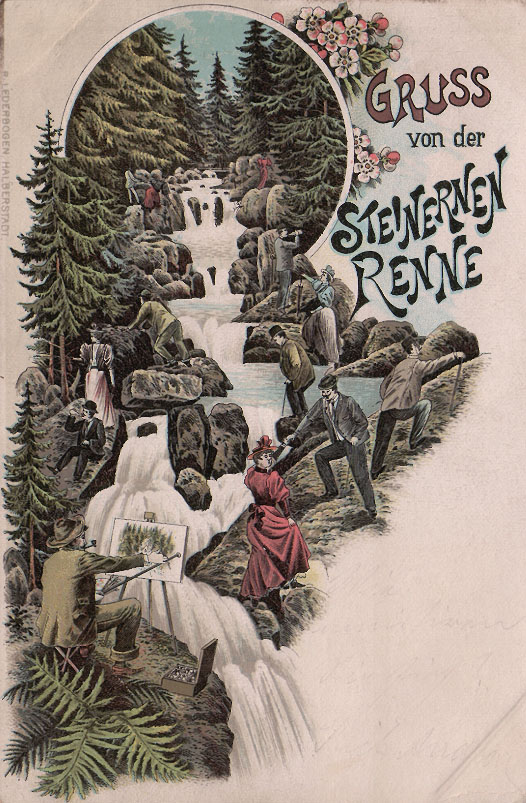
Steinerne Renne

Die Holtemme entspringt im Harz innerhalb des Naturparks Harz/Sachsen-Anhalt im Nationalpark Harz. Ihre Quelle liegt im Landkreis Harz zwischen Renneckenberg (ca. 933 m) und Hohnekamm (900,6 m) auf etwa 862 m ü. NHN. 2012 wurde sie durch ein Erläuterungsschild gekennzeichnet.
Zunächst fließt die Holtemme in nördliche Richtung und knickt dann östlich des Renneckenberges nach Nordosten ab, um sich zwischen der Hohen Wand (758 m; mit den Ohrenklippen) im Norden und dem Hohnekamm nach Osten zu wenden; am Hannekenbruch mündet der Chaussee Bach und kurz darauf – nach Verlassen des Nationalparks – die Kleine Holtemme ein.
Anschließend verläuft die Holtemme nach Nordosten, wobei ihr Wasser in der als Naturdenkmal ausgewiesenen Schlucht Steinerne Renne in ihrem steilen, granitfelsengespickten Bachbett hinunterfällt. Etwa am Schluchtausgang steht das Wasserkraftwerk Steinerne Renne, dessen Turbinen von durch einen Kanal mit anschließender Druckrohrleitung fließendem Wasser aus der Holtemme angetrieben werden. An dortigem Bahnhof Steinerne Renne unterquert die Holtemme zum ersten von insgesamt vier Mal das Gleisbett der Harzquerbahn.
Dann fließt die Holtemme durch Hasserode und Wernigerode, wo unweit des Westerntores und der Graf-Henrich-Brücke der als Flutrenne bezeichnete Zillierbach einmündet. Unterhalb der Wernigeröder Kernstadt fließt sie bei Verlassen des Harzes an den Ortsteilen Reddeber, Minsleben und Silstedt vorbei.
Nach Durchfließen von Derenburg und Tangieren von Mahndorf, wo die Holtemme den Naturpark verlässt, fließt sie durch Halberstadt. Dort wurde der Bach stark begradigt und etwa westlich bis nördlich der Halberstädter Seen vorbei geleitet. Südlich bis östlich der Seen besteht das Altwasser Alte Holtemme. Danach verläuft das Fließgewässer durch Groß Quenstedt und vorbei an Emersleben.
Nachdem die Holtemme Nienhagen passiert hat, mündet sie etwa 150 m unterhalb der zu Gröningen gehörenden Kuckucksmühle auf 84,1 m Höhe in den dort von Süden kommenden Saale-Zufluss Bode.

## Einzugsgebiet und Zuflüsse
Das Einzugsgebiet der Holtemme ist 277,8 km² groß. Zu ihren Zuflüssen gehören mit orografischer Zuordnung (l = linksseitig; r = rechtsseitig) flussabwärts betrachtet:
| - Chaussee Bach (l) - Kleine Holtemme (r) - Kleine Renne (l) - Braunes Wasser (r) - Drängetalwasser (r) - Zillierbach (r) - Wormsgraben - Barrenbach (l) - Silstedter Bach (r) | - Hellbach (r) - Goldbach - Harsleber Bach - Rothe (l) - Mühlgraben (r) - Ströbecker Fließ (l) - Alte Holtemme (r) - Asse (l) - Scheelrenne (l) - Hagen (l) - Salzgraben |

## Fischsterben
Im November 2019 kam es in der Holtemme bei Wernigerode zu einem Fischsterben, da säurehaltiges Abwasser aus einer Batteriefabrik in den Fluss gelaufen ist. Dabei verendeten bis zu 1.500 Fische.